# Stepan Czmil
Stepan Czmil SDB, auch Chmil geschrieben (* 10. Oktober 1914 in Sudowa Wyschnja; † 22. Januar 1979), war ein ukrainischer Ordenspriester und ukrainischer griechisch-katholischer Bischof.

## Leben
Ab 1925 besuchte Czmil  das ukrainische Jungen-Gymnasium in Przemyśl im heutigen Polen. Sein dortiger Katechist P. Petro Holynskyj war ein großer Bewunderer Don Boscos. Dessen Erzählungen über Don Bosco führten dazu, dass Czmil selbst Salesianer Don Boscos werden wollte.
1930 ermöglichte Papst Pius XI. den Priesteramtskandidaten der Salesianer Don Boscos, die den orthodoxen Riten angehörten, ihren Ritus weiter ausüben zu dürfen. Auch der damalige Metropolit Andrej Scheptyzkyj erlaubte es, in den Gymnasien für eine salesianische Ausbildung in Italien zu werben. Czmil war der erste, der diese Möglichkeit wahrnahm. Gemeinsam mit neun anderen Schülern wurde er 1932 nach Ivrea geschickt. Nach dem Ende der schulischen Ausbildung tat er 1935 in das Noviziat in Villa Moglia bei Chieri ein und legte im Jahr darauf seine ersten zeitlichen Gelübde ab. Nach den philosophisch-theologischen Studien in Foglizzo und Bollengo, unterbrochen von einer zweijährigen Tätigkeit als Erzieher im Noviziat, wurde Czmil am 14. Oktober 1945 durch den Apostolischen Visitator für die ukrainischen Emigranten in Westeuropa, Ivan Buchko, zum Priester geweiht.
Es schloss sich ein Bakkalaureat in Pädagogik am Athenaeum in Turin an. Eine Zeitlang wirkte er als Katakombenführer in den Calixtus-Katakomben in Rom, die unter salesianischer Administration stehen. In Rom lernte er viele ukrainische Flüchtlinge kennen, die während des Krieges unter Androhung der Todesstrafe gezwungen wurden, für das Dritte Reich zu kämpfen, und nun von den herrschenden Kommunisten als Verräter verfolgt wurden. Czmil versuchte mit ihnen eine Diaspora-Gemeinde in Italien aufzubauen. Er selbst wirkte als Lehrer und Assistent in Valdocco, wo er vor allem für die Ausbildung von Salesianermissionaren zuständig war.
1948 wurde er von der  Kongregation für die orientalischen Kirchen nach Argentinien entsandt, um auch dort für die zehntausenden ukrainischen Immigranten als Seelsorger zu wirken. Er wurde schließlich anstelle von Andrés Sapelak zum Direktor des Ukrainischen Kleinen Seminars berufen. Unter seinem Direktorat erhielt die Schule den Titel Päpstliches Seminar. 1967 wechselte er, gesundheitlich angeschlagen, als Exerzitienmeister und Beichtvater für die ukrainischen Gemeinden nach Rom. Außerdem dozierte er an der ukrainisch-katholischen Universität in Rom Italienische Sprache und Italienische Literatur und gab den zweiten Band des ukrainisch-italienischen und italienisch-ukrainischen Wörterbuchs heraus.
1976 wurde erneut zum Direktor eines Seminars ernannt. Am 6. Dezember 1976 wurde er von Jossyf Slipyj zum Archimandriten ernannt und schließlich am 2. April 1977  ebenfalls durch Slipyj und die Mitkonsekratoren Bischof Ivan Prasko und Isidore Borecky im Kloster des Studitenordens in Marino bei Rom gemeinsam mit Ivan Choma und Lubomyr Husar zum Bischof geweiht. Diese nur im internen ukrainisch-katholischen und salesianischen Bereich öffentlich gewordenen geheimen Weihen wurden durch Papst Johannes Paul II. am 22. September 1996 anerkannt.
Czmil starb aber bereits knapp zwei Jahre später im Alter von nur 65 Jahren. Bereits auf dem Weg in die Sakristei fühlte er sich an diesem Morgen krank, insistierte aber darauf, die Liturgie zu zelebrieren. Nach der Messe brach er in der Sakristei zusammen. Einige Seminaristen brachten ihn noch auf sein Zimmer, wo er aber kurz darauf starb. Da in dieser Zeit das Generalkapitel der Salesianer Don Boscos tagte, konnte ihm der neugewählte Generalobere und frühere Klassenkamerad Ägidius Viganò persönlich die letzte Ehre erweisen. Jossyf Slipyj selbst, der von dem Tod des jüngeren Freundes und Hoffnungsträgers schwer getroffen wurde, stand dem Begräbnis vor. Bischof Czmil war der erste Ukrainisch-katholische Salesianer, der in der Krypta der Basilika St. Sophia in Rom beerdigt wurde.

## Seligsprechungsverfahren
Anfang September 2008 stimmte die Synode der Ukrainischen Griechisch-katholischen Kirche der Anfrage der Salesianer Don Boscos zu, für Bischof Czmil die Seligsprechung einzuleiten.